# Федеральний резервний банк Нью-Йорка
40°42′31″ пн. ш. 74°00′32″ зх. д. / 40.708611111111° пн. ш. 74.008888888889° зх. д.
Федеральний резервний банк Нью-Йорка (англ. Federal Reserve Bank of New York) — найважливіший з 12 федеральних резервних банків, що входять у Федеральну резервну систему США. Президентом і CEO банку з 27 січня 2009 є Вільям Дадлі (англ. William C. Dudley).
Банк несе відповідальність за Другий округ Федеральної резервної системи, що включає штат Нью-Йорк, 12 північних округів штату Нью-Джерсі, округ Ферфілд штату Коннектикут, Пуерто-Рико й Американські Віргінські острови.
Бувши частиною ФРС, банк проводить монетарну політику, контролює й регулює фінансові установи, підтримує національну платіжну систему. Президент банку має право постійного голосу на засіданнях Комітету з операцій на відкритому ринку, що визначає процентні ставки по федеральних фондах. Решта 11 банків отримують право голосу на основі ротації.

## Президенти Банку
1. 1914−28 — Бенджамін Стронг (Benjamin Strong Jr.)
2. 1928−40 — Джордж Л. Харісон (George L. Harrison)
3. 1941−56 — Алан Спраул (Allan Sproul)
4. 1956−75 — Альфред Хейес (Alfred Hayes)
5. 1975−79 — Пол Волкер (Paul A. Volcker)
6. 1980−85 — Ентоні М. Соломон (Anthony M. Solomon)
7. 1985−93 — Джеральд Коріган (E. Gerald Corrigan)
8. 1993−2003 — Вільям Дж. МакДоноу (William J. McDonough)
9. 2003−2009 — Тімоті Гайтнер (Timothy F. Geithner)
10. 2009 — Вільям Дадлі (William C. Dudley)

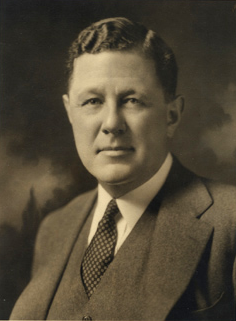
2. Харісон (1928—1940)
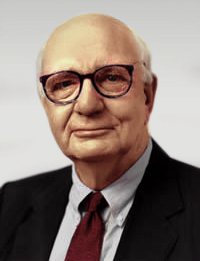
5. Волкер (1975—1979)
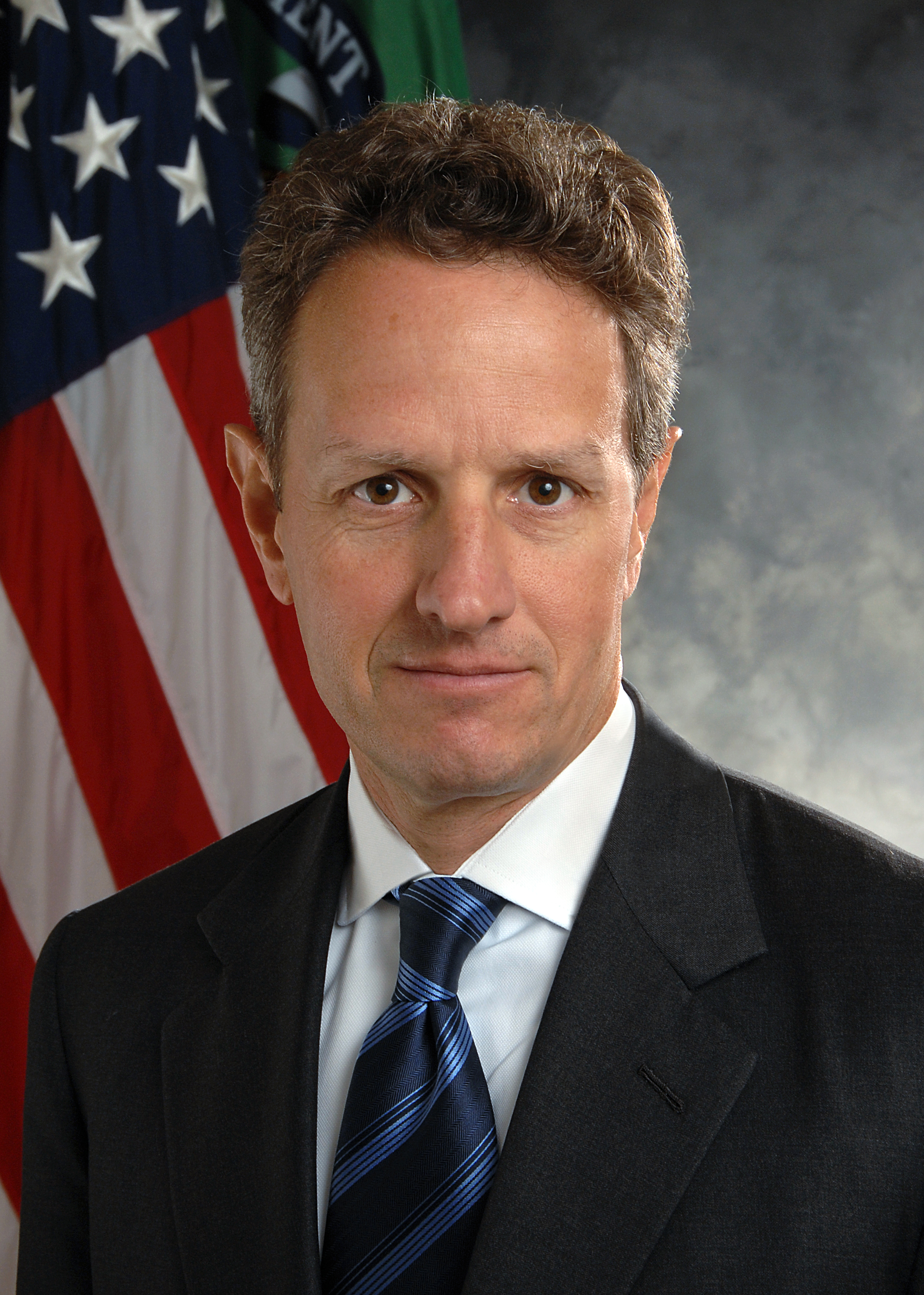
9. Гайтнер (2003—2009)
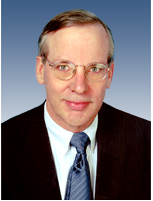
10. Дадлі (2009)